# Nanoscala
La nanoscala o scala nanoscopica o scala nanometrica di solito viene riferita a strutture con una scala di lunghezza applicabile alla nanotecnologia, solitamente citata come variabile da 1 a 100 nanometri. La scala nanoscopica è grosso modo il limite inferiore della scala mesoscopica usata per la maggior parte dei solidi.
Per motivi tecnici, la scala nanoscopica è la dimensione dove le fluttuazioni attese delle proprietà medie dovute al moto e al comportamento delle singole particelle non possono più essere ridotte al di sotto di una certa soglia desiderabile (spesso una piccola percentuale), e devono essere rigorosamente stabilite dentro il contesto di ogni problema particolare.
La scala nanoscopica è a volte contrassegnata come il punto dove le proprietà di un materiale cambiano; al di sopra di questo punto le proprietà di un materiale sono causate dagli effetti della massa (bulk) o del volume. Sotto questo punto, le proprietà di un materiale mutano e, mentre il tipo di atomi presenti e le loro orientazioni relative sono ancora importanti, gli effetti sull'area di superficie, anche riferiti come effetti quantistici, diventano più evidenti; questi effetti sono dovuti alla geometria del materiale (al suo spessore, alla sua grandezza, ecc) che, a queste basse dimensioni, può avere un effetto drastico sugli stati quantizzati e quindi sulle proprietà di un materiale.
Col Premio Nobel per la chimica assegnato a Eric Betzig, William Moerner e Stefan Hell l'8 ottobre 2014 si è premiata la tecnica che consente di ottenere, con un microscopio ottico a fluorescenza, risoluzioni superiori al limite degli 0,2 micron, inaugurando di fatto la nanoscopia.